# Gregopimpla himalayensis
Gregopimpla himalayensis är en stekelart som först beskrevs av Cameron 1899.  Gregopimpla himalayensis ingår i släktet Gregopimpla och familjen brokparasitsteklar. Inga underarter finns listade i Catalogue of Life.